# Pilanus
Pilanus proximus es un género de arácnido del orden Pseudoscorpionida de la familia Chernetidae. Se distribuyen por África.

## Especies
Las especies de este género son:
- Pilanus pilatus Beier, 1930
- Pilanus pilifer Beier, 1930
- Pilanus proximus Beier, 1955